# Containex

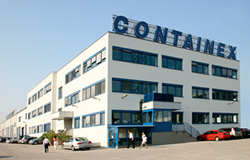
Containex-Zentrale Wr. Neudorf

Die Containex Containerhandelsgesellschaft m.b.H. (stilisiert als CONTAINEX) ist ein Unternehmen der österreichischen Walter Group, mit Sitz im Industriezentrum Niederösterreich Süd in Wiener Neudorf.

## Geschichte
1978 fing das Unternehmen LKW Walter mit dem Handel von Europaletten an. Dieses Geschäftsfeld wurde mit dem Handel von ISO-Container erweitert. 1981 wurde das Unternehmen Containex Containerhandelsgesellschaft m.b.H. gegründet.
Das ursprüngliche Geschäftsfeld des Palettenhandels wurde 1985 aufgelassen. Jedoch wurde der Handel mit ISO-Containern, die zu dieser Zeit hauptsächlich als Gebrauchtcontainer gehandelt wurden, stark ausgebaut. Hauptmärkte waren Österreich und Deutschland.
Zwischen 1985 und 1998 wurden folgende Länder mit Containern beliefert: Österreich, Deutschland, Niederlande, Schweiz, Italien, Frankreich, Spanien, Portugal, Großbritannien.
Nur der österreichische Bereich wurde als Business-to-Consumer-Markt mit eigener Containervermietung erschlossen, während die restlichen Länder als Business-to-Business-Märkte über Händlerpartner bearbeitet wurden.
Seit 1998 wurden das Geschäftsfeld um folgende Länder erweitert: Italien, Ungarn, Polen, Rumänien, Bulgarien, Russische Föderation, Slowakei, Tschechien, Ukraine.
Die einzige Außenstelle hat ihren Sitz in Kufstein. Im Geschäftsjahr 2009/2010 wurde ein Umsatz von 128 Millionen Euro erwirtschaftet. Im Jahr 2009 erreichte das Unternehmen den dritten und im Jahr 2010 den zweiten Platz bei den Big Playern der Austria’s Leading Companies.
Der Wirtschaftsminister Reinhold Mitterlehner verlieh dem Unternehmen im Oktober 2010 die Staatliche Auszeichnung.
2014 unterstützte Containex Kommunen in Deutschland bei der Unterbringung von Asylbewerbern durch Wohncontainer, die schnell aufgebaut werden können und geringe Betriebskosten aufweisen.